# Der heimliche Gefährte
Der heimliche Gefährte (englischer Originaltitel: The Secret Pilgrim) ist ein Spionageroman des britischen Schriftstellers John le Carré aus dem Jahr 1990. Im Mittelpunkt der Handlung steht der britische Agent Ned, der sich nach dem Fall der Berliner Mauer an die verschiedenen Etappen seiner Karriere erinnert. Zum achten Mal in le Carrés Werk hat der inzwischen pensionierte George Smiley einen Auftritt.

## Inhalt
Ned, Agent des britischen Auslandsnachrichtendienstes und ehemals Leiter des Russlandhauses, ist am Ende seiner Laufbahn Ausbilder des Agentennachwuchses in Sarratt. Zum Einführungslehrgang hat er George Smiley eingeladen, den legendären ehemaligen Chef des Circus, der inzwischen das Komitee für Angelrecht anführt, eine gemeinsame Arbeitsgruppe des britischen und sowjetischen Geheimdienstes. Smiley nutzt seine Ansprache, um nach dem Ende des Kalten Krieges auf die neuen Herausforderungen für den Geheimdienst hinzuweisen. Derweil schaut Ned zurück auf die Stationen seiner eigenen Karriere.
Auch Ned wurde einst in Sarratt ausgebildet, an der Seite seines besten Freundes Ben. Während der brillante Ben bald nach Abschluss der Ausbildung nach Berlin versetzt wurde, um einen Agentenring in der DDR zu übernehmen, musste sich Ned bei kleinen Einsätzen wie der Überwachung der kleptomanischen Gattin eines arabischen Potentaten auf Shopping-Tour in London bewähren. Durch einen Anfängerfehler verlor Ben seinen gesamten Agentenring, setzte sich ab und versteckte sich bei seiner Cousine Stephanie, wohin Ned unabsichtlich Smiley und den Circus führte. Die distanzierte Stephanie, mit der er lediglich einige Worte wechselte, blieb ein Leben lang ein unerreichbarer Traum für ihn.
Ned liierte sich mit Mabel, einer Kollegin vom Circus, doch immer wieder trieben ihn Ausbruchssehnsüchte in die Arme anderer Frauen, so in jene der schönen Lettin Bella, der Freundin des Seekapitäns Brandt, eines der zahlreichen Außenspione des Circus, die zum Opfer des britischen Maulwurfs Bill Haydon wurden. Haydon war es auch, der Bella zu Unrecht des Verrats bezichtigte und damit der Liebesaffäre ein Ende bereitete. Ned erinnert sich an den komödiantischen Abhöreinsatz im Vatikan an jenem Tag, an dem Haydons doppeltes Spiel aufflog. Er erinnert sich an den unfähigen ungarischen Agenten Professor Teodor, den man nach einem vorgetäuschten Mordanschlag an die Amerikaner abschieben konnte, wo er erfolgreich antisowjetische Propaganda betrieb.
Ned erinnert sich an den berüchtigten polnischen Colonel Jerzy, der ihn eines Tages in seine Fänge bekam und fast zu Tode folterte, nur um anschließend, scheinbar aus reinem Überdruss, die Arbeit als Doppelspion für die Briten anzubieten. Er erinnert sich an das Verhör mit der deutschen Terroristin Britta in Beirut und den Friedensaufruf eines jungen amerikanischen Studenten, der ein Autobombenattentat überlebt hatte. Er erinnert sich an einen Wahlasiaten namens Hansen, der seine Spionage für die Briten nach den Bombardierungen kambodschanischer Dörfer bitter bereute. Aus Liebe zu seiner entführten Tochter begab er sich in Gefangenschaft der Roten Khmer, nur um das Mädchen später in einem Bordell in Bangkok wiederzufinden.
Ned erinnert sich an Sergeant Major Hawthorne, dessen Sohn nach einer langen Verbrecherkarriere von Mithäftlingen umgebracht worden war, und den Smiley durch das Geschenk seiner Manschettenknöpfe davon überzeugte, dass der Junge den Gefängnisaufenthalt nur vorgetäuscht und ein Leben lang treu dem Circus gedient habe. Er erinnert sich an das Geständnis des britischen Chiffrierers Cyril Frewin, dessen Einsamkeit und Sehnsucht nach Freundschaft der sowjetische Spion Sergei Modrian ausnutzte und den auch Ned nur enttäuschen konnte, als er seinen Verrat schließlich aufdeckte. Schließlich kommt es an seinen letzten Tagen im Dienst zu einer Begegnung mit dem skrupellosen britischen Waffenhändler Bradshaw, an deren Ende Ned sich fragt, ob er ein Leben lang den verkehrten Feind bekämpft habe. Erst im Ruhestand hat er schließlich das Gefühl, in die normale Welt einzutreten, die ihm bislang ganz unbekannt geblieben ist.

## Hintergrund
Mit Der heimliche Gefährte verabschiedete sich John le Carré endgültig von der Thematik des Kalten Krieges, mit der er bereits in zwei früheren Romanen abschließen wollte: in Agent in eigener Sache und Ein blendender Spion. Spätere Bücher wie Single & Single und Der ewige Gärtner wandten ihren Blick von der Auseinandersetzung mit dem Kommunismus auf jene mit dem ungehemmten Kapitalismus. Der Roman ist Alec Guinness gewidmet, dem Darsteller George Smileys in den beiden BBC-Verfilmungen von Tinker Tailor Soldier Spy und Agent in eigener Sache.
Zwei Episoden beruhen auf realen Begebenheiten: Die Anekdote mit Smileys Manschettenknöpfen wurde in Wahrheit Maurice Oldfield zugeschrieben, der von 1973 bis 1978 dem britischen MI6 vorstand. Der Wahlasiate Hansen hatte sein Vorbild in dem französischen Buddhismus-Forscher François Bizot, den le Carré in Kambodscha kennengelernt hatte und der tatsächlich von den Roten Khmer gefangen genommen und später freigelassen worden war. Allerdings veränderte le Carré Hansens Lebensgeschichte stark und machte aus ihm einen westlichen Spion in Gewissensnöten.
Die Episode mit Kapitän Brandt spielt vor dem Hintergrund des realen „British Baltic Fishery Protection Service“.

## Auszeichnung
Im Jahr 1992 erhielt die dänische Übersetzung Den hemmelige pilgrim den Palle-Rosenkrantz-Preis.

## Ausgaben
- 1990: Englische Erstausgabe, Knopf, New York 1990, ISBN 0-394-58842-8.
- 1991: Deutschsprachige Erstausgabe, Aus d. Engl. von Werner Schmitz, Kiepenheuer und Witsch, Köln, ISBN 3-462-02097-8.
- 1992: Taschenbuch, Heyne, München, ISBN 3-453-06117-9.
- 2003: Neuausgabe im Rahmen der Le-Carré-Gesamtausgabe, List, München, ISBN 3-471-78089-0.
- 2004: Taschenbuch, List, München, ISBN 3-548-60450-1

außerdem Lizenzausgaben für den Deutschen Bücherbund (1992) und Bertelsmann-Club (1992)